# Narajów Wieś
Narajów Wieś (ukr. Нараїв-село) – dawna wieś, obecnie południowa część wsi Narajów (dawniej miasteczka) na Ukrainie w obwodzie tarnopolskim w rejonie tarnopolskim. Rozpościera się na kształt ulicówki na południe od Narajowa Miasta ku Rohaczynowi.

## Historia
Dawniej Narajów Wieś stanowił wieś i gminę jednostkową, odrębną od Narajowa Miasta, początkowo w Bezirk Brzeżany, a od 1867 w powiecie brzeżańskim; w 1854 roku liczył 901 mieszkańców.
W II RP przynależała do woj. tarnopolskiego i powiatu brzeżańskiego; w 1921 roku liczba mieszkańców wsi wynosiła 1188, a obszaru dworskiego 34. 
1 sierpnia 1934, w związku z reformą administracyjną kraju gminy jednostkowe Narajów Wieś i Narajów Miasto zniesiono, a ich obszar włączono do nowo utworzonej zbiorowej gminy Narajów Miasto. 21 września 1934 z obu Narajowów utworzono jedną wspólną gromadę Narajów w granicach gminy Narajów Miasto
W latach 1941–1945 członkowie OUN-UPA zamordowali 15 Polaków w Narajowie Wsi.